# SchülerVZ
schülerVZ (kurz für Schülerverzeichnis) war eine Online-Community für Schüler und neben studiVZ und meinVZ ein Projekt der VZ Netzwerke. Das soziale Netzwerk wurde im Februar 2007 gegründet und war das zweite der drei VZ-Netzwerke. Das Projekt basierte auf der studiVZ-Plattform, war jedoch im Gegensatz zu meinVZ nicht mit den beiden Projekten verbunden.
Am 8. April 2013 gab schülerVZ in einer Nachricht an alle Nutzer die Abschaltung zum 30. April 2013 bekannt. Den Nutzern wurde somit noch Zeit gegeben, ihre Daten zu sichern. Grund für die Einstellung ist laut der VZ-Netzwerke die Abwanderung vieler Nutzer zu Konkurrenten wie Facebook oder Twitter. Tatsächlich wurde schülerVZ am 1. Mai 2013 eingestellt.

## Geschichte

### Beta-Phase
schülerVZ wurde als Pendant zum studiVZ für Schüler entwickelt und nach einer längeren Beta-Phase am 28. Februar 2007 eröffnet. Damit man Missbrauch vermeiden konnte, war es nur auf Einladung eines schülerVZ-Mitglieds möglich, sich dort zu registrieren.
Das Projekt war in seiner Nutzung auf Schüler ab zehn (früher zwölf) Jahren beschränkt. Erwachsene sind von der Nutzung ausdrücklich ausgeschlossen; die Profile von Mitgliedern, die das Alter von 21 Jahren überschreiten, wurden entfernt.

### Nutzerzahlen
Die Website hatte nach eigenen Angaben über 5 Millionen Nutzer, was knapp 70 Prozent der insgesamt etwa 7 Millionen deutschsprachigen Schüler der Altersstufe entsprach. Nach einer Statistik vom Januar 2008 erreichte die Seite bei 2,7 Millionen Benutzern 111 Millionen Aufrufe, woraus man schließen kann, dass im Durchschnitt jedes Mitglied seine Seite täglich aufgerufen hat.
Der enorme Erfolg des Webangebots war erstaunlich. Gerade für Kinder und Jugendliche sind Dutzende ältere Plattformen wie der Netztreff im SWR Kindernetz oder tivi-Treff vom ZDF-Kinderfernsehen wie auch der Chat des öffentlich-rechtlichen Jugendradios Ö3 oder LizzyNet speziell für Mädchen etabliert.
Die Nutzerzahlen von schülerVZ waren, bedingt durch die Konkurrenz von Facebook, relativ stark rückläufig. Allein in den Monaten September bis Oktober 2011 verzeichnete das Netzwerk im Alexa Traffic Ranking einen Rückgang von 36 Prozent.

### Konkurrenz
schülerVZ war im Vergleich zu Myspace oder Facebook nur mit wenigen Features ausgestattet. Als Grund für den Erfolg der Webseite wird der Ansatz gesehen, dass die Zuordnung der Mitglieder über die besuchte Schule erfolgte, sodass ein Schüler auch andere Schüler seiner Schule kennenlernen konnte, ohne den für Jugendliche problematischen Weg der direkten Ansprache gehen zu müssen. Weiterhin konnten Freundschaften über den direkten Schulbesuch hinaus und somit auch nach einem Schulwechsel in täglichem Kontakt weiter gepflegt werden. Ebenso war die „Sicherheit“, dass keine Erwachsenen „Zutritt“ zu der Community haben, nach Aussagen des Medienpädagogen Markus Gerstmann vom Bremer ServiceBureau Jugendinformation ein Faktor des Erfolgs.
schülerVZ etablierte sich aufgrund der Spezialisierung für Schüler auf der gleichen Ebene wie unter anderem spickmich.
Mit der Etablierung von Facebook in Deutschland verlor schülerVZ, ebenso wie alle anderen VZ-Netzwerke, eine große Anzahl von Benutzern (siehe Nutzerzahlen). schülerVZ musste daraufhin seine Strategie anpassen und versuchte durch intensive Veränderungen der Plattform dem Wettbewerb standzuhalten. So wurde die Software überarbeitet, das Design erneuert und es wurden Spiele auf der Seite eingebunden. Die Betreiber gingen zunächst von einer Perspektive von schülerVZ trotz Facebook aus, konnten die Abwanderung der Nutzer aber weiterhin nicht stoppen. Im Juni 2012 wurde angekündigt, dass die Seite Ende des Jahres unter Idpool.de neu gestartet werden sollte.

### Abschaltung
Am 30. April 2013 ging schülerVZ offline.

### Neueinführung
Im April 2020 starteten die Macher der VZ-Netzwerke einen Relaunch unter dem Namen VZ.net, welcher nun alle bekannten VZ-Netzwerke vereint.
Im Jahre 2022 wurde bekanntgegeben, dass alle VZ-Netzwerke zum 31. März 2022 abgeschaltet werden.

## Funktionen
Das System zählte zur sogenannten Sozialen Software, hatte jedoch im Gegensatz zu den zwei anderen Ablegern der VZ-Netzwerke variablere Einstellmöglichkeiten. Es bot unter anderem die folgenden Funktionen:
- Die Wahl einer Schule, die der Nutzer bzw. die Nutzerin aktuell besucht. Die Auswahl war nicht optional und auch bei ausgeblendeten Profilen sichtbar.
- Erstellung eines Profils mit der Möglichkeit, vielfältige optionale Angaben zu machen (Kontaktdaten, Interessen, Hobbys, Angaben über sich selbst usw.). Diese konnten nach Belieben für Nicht-Freunde ausgeblendet werden.
- schülerVZ bot bei den Privatsphäre-Einstellungen mehr Möglichkeiten als die anderen Ableger der VZ-Netzwerke.
- Funktion zur Suche nach anderen Schülern, auch über die in Profilen hinterlegten Interessen. Eine Verbindung zu studiVZ und meinVZ bestand jedoch nicht.
- Anzeige von Verbindungen (Kontakte) zwischen im System registrierten Mitgliedern. Hierbei wurde zusätzlich auch eine Unterteilung zwischen gemeinsamen Freunden und solchen, die dieselbe Schule besuchen, angezeigt.
- Bildung von Gruppen mit Gruppen-Diskussionsforen, davon gab es zeitweise über eine Million. Jedes Mitglied konnte bis zu 125 Gruppen beitreten. Die Themen der Gruppen waren vollkommen frei wählbar und variierten von konkreten Problemen bis zu reinen über den Namen formulierten witzigen Statements. Die Profile von Gründern sogenannter Mobbing-Gruppen wurden nach Angaben des Betreibers gesperrt bzw. gelöscht.
- Erstellen von Fotoalben und Hochladen von Fotos.
- Eine Auswahl von Apps wie z. B. Gedächtnistraining, spickmich oder schülerVZ-Radio.
- Die Partnerfunktion, um sich mit seinem Partner zu verbinden, welche Angabe dann in der Community einsehbar war.
- Die Feedback-Funktion war für die Erweiterungen der Funktionen in den VZ-Netzwerken gedacht. Man konnte durch sie Kontakt zu anderen Nutzern aufnehmen und an Abstimmungen teilnehmen bzw. diese initiieren. Waren viele Stimmen vorhanden, so wurde überlegt, ob eine neue Funktion programmiert werden sollte.

Weiterhin bestanden auch die gleichen Funktionen wie bei studiVZ:
- Gruscheln
- Foto-Tagging: Einzelne Personen auf Fotos konnten mit deren Benutzerkonten verlinkt werden.
- Melden: Den Betreiber auf Regelverstöße durch andere Nutzer oder Gruppen hinweisen.
- Ignorieren: Bestimmte Personen konnten auf eine Ignorierliste gesetzt werden. Eine anschließende Kontaktaufnahme bzw. Ansicht des Profils war dann nicht mehr möglich.
- Plauderkasten: Mit Kontakten, die zur selben Zeit online waren, konnte man wie in einem Instant Messenger chatten.
- Buschfunk war ein Twitter-ähnlicher Dienst, der ein Versenden von Nachrichten mit einer maximalen Länge von 140 Zeichen erlaubte. Diese Nachrichten wurden bei allen „Freunden“ auf der Startseite angezeigt. Die Funktion konnte mit Twitter gekoppelt werden, sodass Nachrichten aus dem Buschfunk bei Twitter erschienen und umgekehrt.

## Kritik

### Flop-Funktion
Ende 2011 war zeitweise eine Funktion zum öffentlichen negativen Bewerten anderer Profile als Bestandteil der „VZ Pausenhof“-Anwendung verfügbar.
Die Funktion wurde für angebliches Ermöglichen von Cybermobbing kritisiert.

## Privatsphäre

Logo der Datenschutzkampagne der VZ Netzwerke Ltd.

Fast alle Daten konnten für die interne Suchfunktion und Navigation einzeln freigegeben oder versteckt werden. Die meisten Einträge wurden in der Voreinstellung als nicht-öffentlich eingestellt. Im Vergleich zu den beiden Ablegern studiVZ und meinVZ hatte schülerVZ etwas strengere Maßnahmen zum Schutz der Privatsphäre seiner User. Die Anmeldung war nur durch Einladung eines Mitglieds möglich. Dadurch sollte eine Unterwanderung durch Eltern, Lehrer und Dritte verhindert werden.
Die Dokumentation einer automatischen Auswertung im Oktober 2009 durch Unbekannte, nach eigenen Angaben laienhafte Programmierer, nannte einige kritische Sicherheitslücken, die veraltet sein können:
- Dadurch, dass die interne Suchfunktion keine Captchas abfragte, konnten durch schnelle automatisierte Abfragen mit einfachen Methoden große Datensätze gesammelt werden.
- Bilder, die „gelöscht“ wurden, waren über ihre lokale Adresse für jeden erreichbar, der sie kannte.
- Daten von Dritten, die ggf. mangels Account keinen Zugang zum Netzwerk hatten, konnten intern veröffentlicht werden. Auf konkrete Anfragen zu Daten reagierten die Betreiber nicht.
- Einige Formulare ließen sich mittels sogenannter „Cross-Site-Request-Forgery“ manipulieren. Dabei lösen Aufrufe von Code anderer Websites eine gewisse Aktion im Netzwerk aus. Durch verbreitetes Einbinden auf hochfrequentierten Seiten ließe sich so sehr effizient Spam in das Netz einschleusen.

Gleichzeitig sammelten, offenbar unabhängig, weitere Nutzer Datensätze.
Am 16. Oktober 2009 wurde dem Weblog netzpolitik.org eine Datenbank mit etwa einer Million authentischer Datensätze zugespielt. Infolge ungeklärter Beschuldigungen der Erpressung mit 2,7 Millionen Datensätzen nahm sich ein 20-Jähriger zwei Wochen später in der Jugendstrafanstalt Plötzensee das Leben. Der Rechtsanwalt des verstorbenen, mutmaßlichen Erpressers erstattete Strafanzeige gegen fünf Mitarbeiter von schülerVZ. Es tauchten Chat-Protokolle auf, die nach Auffassung des Anwalts belegen, dass dem jungen Mann Schweigegeld angeboten worden war. schülerVZ hatte die Vorwürfe stets bestritten. Nach Auswertung der Protokolle ergab sich gegen einen Mitarbeiter der Verdacht falscher uneidlicher Aussagen und gegen vier weitere Mitarbeiter der Verdacht der falschen Verdächtigung. Am 13. Februar wurde das Verfahren gegen die SchülerVZ-Mitarbeiter mangels Tatverdachts eingestellt.
Am 4. Mai 2010 kam es erneut zu einem Datenleck. Ein junger Informatiker hatte einen Webcrawler programmiert, der 1,6 Millionen Datensätze aus dem Online-Netzwerk auslas und in eine Datenbank schrieb. Der Wirtschaftsinformatik-Student wollte nach Angaben in einem Interview zeigen, dass schülerVZ trotz Statements im Bereich Datenschutz nichts geändert habe. Er veröffentlichte auch ein Video über das Auslesen der Nutzerdaten. Wie diese schülerVZ-Nutzerdaten wurden bereits öfter Datensätze dem Blog netzpolitik.org zugespielt.

### Jugendschutz
Eine Kontrolle der Inhalte fand auf Hinweise aus der Community hin statt. Inwiefern das ausreichte, ist umstritten. So erstattete der Vater einer Schülerin Strafanzeige wegen der Verbreitung pornografischen Materials und wegen Volksverhetzung in Fotos und Gruppenangeboten.